# Хвостово (Московская область)
Хвостово — деревня в Дмитровском районе Московской области, в составе сельского поселения Синьковское. Население — 31 чел. (2010). До 2006 года Хвостово входило в состав Бунятинского сельского округа.

## Расположение
Деревня расположена в западной части района, примерно в 15 км к западу от Дмитрова, на безымянном левом притоке реки Яхромы, высота центра над уровнем моря 147 м. Ближайшие населённые пункты — Шульгино на западе, Синьково на востоке и Поповское на юго-востоке. У северной окраины деревни проходит автодорога А108 (Московское большое кольцо).

## Население
| 2002 | 2006 | 2010 |
| ---- | ---- | ---- |
| 20   | ↘17  | ↗31  |